# Landbouwkrediet-Colnago (wielerploeg)/2004
Deze pagina geeft een overzicht van de Landbouwkrediet-Colnago-wielerploeg in 2004.

## Algemene gegevens
Sponsor: Landbouwkrediet, Colnago
Algemeen manager: Gérard Bulens
Ploegleiders: Adriano Baffi, Marco Saligari, Willy Geukens, Jef De Bilde
Fietsen: Colnago
Onderdelen: Campagnolo

## Lijst van renners
| Naam                          | Geboortedatum | Nationaliteit | Ploeg 2003              |
| ----------------------------- | ------------- | ------------- | ----------------------- |
| Sergej Advejev                | 24-09-1976    | Oekraïne      |                         |
| Santo Anzà                    | 17-11-1980    | Italië        |                         |
| Lorenzo Bernucci              | 15-09-1979    | Italië        |                         |
| Volodymyr Bileka              | 06-02-1979    | Oekraïne      |                         |
| Tony Bracke                   | 15-12-1971    | België        |                         |
| Ludovic Capelle               | 27-02-1976    | België        |                         |
| Bert De Waele                 | 21-07-1975    | België        |                         |
| Ludo Dierckxsens              | 14-10-1964    | België        |                         |
| Volodymyr Doema               | 02-03-1972    | Oekraïne      |                         |
| Jacky Durand                  | 10-02-1967    | Frankrijk     | fdjeux.com              |
| Cristian Gasperoni            | 15-10-1970    | Italië        | Mercatone Uno-Scanavino |
| Roeslan Hrysjtsjenko          | 04-02-1981    | Oekraïne      |                         |
| Sergej Lagoetin               | 14-01-1981    | Oezbekistan   | Neo                     |
| Joeri Metloesjenko            | 04-01-1976    | Oekraïne      |                         |
| Maxime Monfort                | 14-01-1983    | België        |                         |
| Jaroslav Popovytsj            | 04-01-1980    | Oekraïne      |                         |
| Nico Sijmens                  | 01-04-1978    | België        | Vlaanderen-T-Interim    |
| Tom Steels                    | 02-09-1971    | België        |                         |
| Marc Streel                   | 12-08-1971    | België        |                         |
| Michail Timosjin              | 20-11-1980    | Rusland       |                         |
| Tomas Vaitkus                 | 04-02-1982    | Litouwen      |                         |
| Geert Van Bondt               | 18-11-1970    | België        | CSC                     |
| Johan Verstrepen              | 21-10-1967    | België        |                         |
|                               |               |               |                         |
| Jean-Claude Lebeau (stagiair) | 05-06-1979    | België        |                         |
| Jean-Paul Simon (stagiair)    | 26-03-1982    | België        |                         |
| Jurgen Van Loocke (stagiair)  | 01-07-1980    | België        |                         |

## Belangrijke overwinningen
| Ster van Bessèges 1e etappe: Tom Steels Grote Prijs van de Etruskische Kust Winnaar: Joeri Metloesjenko GP Cholet Winnaar: Bert De Waele Dwars door Vlaanderen Winnaar: Ludovic Capelle GP Pino Cerami Winnaar: Nico Sijmens Vierdaagse van Duinkerke 2e etappe: Marc Streel Ronde van Luxemburg 2e etappe: Tom Steels 3e etappe: Maxime Monfort Eindklassement: Maxime Monfort Ronde van Oostenrijk 1e etappe: Tom Steels 3e etappe: Tom Steels 7e etappe: Ludo Dierckxsens | Nationale kampioenschappen wielrennen België: Tom Steels Litouwen: Tomas Vaitkus Litouwen - Tijdrit: Tomas Vaitkus Brixia Tour 2e etappe deel B: Joeri Metloesjenko Ronde van Denemarken 5e etappe: Tomas Vaitkus Ronde van Poitou-Charentes 5e etappe: Ludovic Capelle GP d'Isbergues Winnaar: Ludovic Capelle Omloop van het Houtland Winnaar: Bert De Waele |

1992 · 1993 · 1994 · 1995 · 1996 · 1997 · 1998 · 1999 · 2000 · 2001 · 2002 · 2003 · 2004 · 2005 · 2006 · 2007 · 2008 · 2009 · 2010 · 2011 · 2012 · 2013 · 2014